# Bad Moon Rising: The Best of Creedence Clearwater Revival
Bad Moon Rising: The Best of Creedence Clearwater Revival is een verzamelalbum van de grootste hits van de Amerikaanse rockband Creedence Clearwater Revival. Het werd uitgebracht in 2003.

## Nummers
1. *"Bad Moon Rising" - 2:18
2. "Up Around the Bend" - 2:42
3. *"Proud Mary" - 3:07
4. "Travelin' Band" - 2:07
5. "Green River" - 2:32
6. "Down on the Corner" - 2:45
7. "Have You Ever Seen the Rain?" - 2:38
8. "Long as I Can See the Light" - 3:31
9. "Sweet Hitch-Hiker" - 2:56
10. "Susie Q" - 4:35
11. "Lodi" - 3:09
12. "Commotion" - 2:41
13. "I Put a Spell on You" - 4:30
14. *"Born on the Bayou" - 5:15
15. *"Fortunate Son" - 2:18
16. "Hey Tonight" - 2:42
17. "Who'll Stop the Rain" - 2:28
18. "Wrote a Song For Everyone" - 4:55
19. "Run Through the Jungle" - 3:06
20. "Lookin' Out My Back Door" - 2:31
21. "Someday Never Comes" - 4:00
22. *"I Heard It through the Grapevine" - 3:52
23. "The Midnight Special" - 4:10

### Aziatische versie
1. "Have You Ever Seen the Rain?" - 2:38
2. "Who'll Stop the Rain" - 2:28
3. "Cotton Fields" - 2:55
4. "Proud Mary" - 3:07
5. "Lodi" - 3:09
6. "Bad Moon Rising" - 2:18
7. "Down on the Corner" - 2:44
8. "Hello Mary Lou" - 2:15
9. "Hey Tonight" - 2:42
10. "Someday Never Comes" - 4:00
11. "Long as I Can See the Light" - 3:31
12. "Lookin' Out My Back Door" - 2:32
13. "Susie Q, Pt. 2" - 3:48
14. "Green River" - 2:32
15. "Sweet Hitch-Hiker" - 2:56
16. "Up Around the Bend" - 2:42
17. "Molina" - 2:41
18. "Travelin' Band" - 2:07
19. "The CCR Mix" (Proud Mary/Born on the Bayou/Who'll Stop the Rain/Lodi/...) - 7:08

"The CCR Mix" is alleen te vinden is op een Aziatische versie van het album en is een nummer dat live werd uitgevoerd. Het is een medley van verschillende nummers, inclusief "Proud Mary", "Who'll Stop the Rain" en "Lodi".

### Versie uit 2008
1. "Bad Moon Rising" - 2:22
2. "Born on the Bayou" - 5:16
3. "Proud Mary" - 3:08
4. "Travelin' Band" - 2:10
5. "Have You Ever Seen the Rain" - 2:42
6. "Green River" - 2:33
7. "Down On The Corner" - 2:45
8. "Lodi" - 3:12
9. "Fortunate Son" - 2:20
10. "Lookin' Out My Back Door" - 2:34
11. "Run Through the Jungle" - 3:06
12. "I Put a Spell On You" - 4:32
13. "Susie Q" - 4:37
14. "Sweet Hitch-Hiker" - 2:57
15. "It Came Out of the Sky" - 2:56
16. "Who'll Stop the Rain" - 2:29
17. "I Heard It through the Grapevine" (Edit) - 3:55
18. "Hey Tonight" - 2:44
19. "Cotton Fields" - 2:58
20. "Long As I Can See the Light" - 3:34
21. "Molina" (Edit) - 2:10
22. "Hello Mary Lou" - 2:15
23. "The Midnight Special" - 4:14
24. "Up Around the Bend" - 2:43